# Ruta 411 (Costa Rica)
La Ruta 411, oficialmente Ruta Nacional Terciaria 411, es una ruta nacional de Costa Rica ubicada en la provincia de Cartago.

## Descripción
En la provincia de Cartago, la ruta atraviesa el cantón de Turrialba (el distrito de  Turrialba).